# Shintarō Katō
Shintarō Katō (japanisch 加藤 慎太郎 Katō Shintarō; * 18. Oktober 1999 der Präfektur Tokio) ist ein japanischer Fußballspieler.

## Karriere
Shintarō Katō erlernte das Fußballspielen in der Jugendmannschaft von Mitsubishi Yōwa sowie in der Universitätsmannschaft der Senshū-Universität. Seinen ersten Profivertrag unterschrieb er am 1. Februar 2022 bei Blaublitz Akita. Der Verein aus Akita, einer Stadt in der gleichnamigen Präfektur Akita, spielt in der zweiten japanischen Liga. Sein Zweitligadebüt gab Shintaro Kato am 27. April 2022 (12. Spieltag) im Heimspiel gegen Fagiano Okayama. Hier wurde er in der 85. Minute für Ryūtarō Iio eingewechselt. Okayama gewann das Spiel durch ein Tor von Yasutaka Yanagi mit 1:0. In seiner ersten Saison bestritt er drei Ligaspiele. Zu Beginn der Saison wechselte er auf Leihbasis zum Drittligisten Vanraure Hachinohe. In zwei Spielzeiten bestritt er für den Verein aus Hachinohe 41 Ligaspiele. Nach der Ausleihe wurde er im Februar 2025 von Vanraure fest unter Vertrag genommen.